# Gerd Koch (Kulturanthropologe)
Gerd Koch (* 11. Juli 1922 in Hannover; † 19. April 2005 vor Neufundland) war ein deutscher Kulturanthropologe und Ethnologe. Bekannt war er vor allem für seine Feldforschungen der materiellen Kultur von Kiribati, Tuvalu und den Santa-Cruz-Inseln im Pazifik.
Er war lange Jahre mit dem Ethnologischen Museum in Berlin-Dahlem verbunden (bis 1999 Museum für Völkerkunde) und war dort auch als Dozent für Völkerkunde und Museologie für die benachbarte Freie Universität Berlin tätig. Seine Feldforschungen seit den 1950er Jahren galten der Sammlung der materiellen Kultur indigener Gesellschaften. Dazu gehörte auch die Erforschung und Aufzeichnung von Musik und Tanz von Gesellschaften pazifischer Inseln. So forschte und publizierte er 1964 zusammen mit dem Musikethnologen Dieter Christensen über die Musik der Elliceinseln. Weiterhin sammelte und veröffentlichte Koch Lieder von Tuvalu.

## Leben
Gerd Koch war als Kind von Erzählungen über Entdecker fasziniert, darunter den pazifischen Reisen von James Cook. Nachdem er das Gymnasium absolviert hatte, konnte seine Familie ihm kein Studium finanzieren. So begann er zunächst eine Lehre als Kaufmann beim Füllfederhalter-Hersteller Pelikan in Hannover.
Er wurde während des Zweiten Weltkrieges 1941 zur Kriegsmarine eingezogen und arbeitete dort als Funker, insbesondere in der Überwachung des Funkverkehrs im Ärmelkanal. Nach dem Krieg studierte er ab 1945 Völkerkunde an der Georg-August-Universität. Er interessierte sich besonders für Akkulturation, den Prozess des kulturellen Wandels, der sich als Folge des Kontakts zwischen Kulturen ergibt.
1949 schrieb er seine Dissertation mit dem Titel Die frühen europäischen Einflüsse auf die Kultur der Bewohner der Tonga-Inseln 1616–1852. Im Anschluss an seine Promotion arbeitete er bei der Erfassung und Katalogisierung der Ausstellungsstücke des Museums für Völkerkunde Berlin, sie war während des Krieges in Celle ausgelagert.

## Feldforschungen
Im Jahr 1951 führte Koch Feldforschungen in Tonga durch und besuchte auch Samoa, Fidschi und Neukaledonien. Nach seiner Rückkehr arbeitete er zeitweise am Landesmuseum Hannover, wo er die Sammlung katalogisierte. 1957 übernahm er eine Stelle als Kurator der Pazifik-Abteilung am Museum für Völkerkunde (später umbenannt in Ethnologisches Museum) in Berlin und unterrichtete an der Freien Universität Berlin.
1960 und 1961 unternahm er Feldstudien auf den Elliceinseln (heute Tuvalu). Er kehrte 1964 zu den Elliceinseln zurück, und forschte dann auf den Gilbertinseln (heute Kiribati). Zu der Zeit standen diese Inseln als „Gilbert and Ellice Islands colony“ unter britischer Verwaltung. 1966 unternahm er Feldstudien im Pazifik, besuchte die Gazelle-Halbinsel bei Papua-Neuguinea; es folgten Forschungsaufenthalte auf den Santa-Cruz-Inseln und den Riffinseln der Salomonen. In den 1970er Jahren führte er Feldforschung in der indonesischen Provinz Papua durch, nahe an der Grenze zu Papua-Neuguinea.
Koch entwickelte für seine Forschung Techniken zur Aufzeichnung von Kultur, einschließlich der Verwendung von Tonbandgeräten und Filmkameras. Die von Koch erstellten Filme wurden 1954 in die Sammlungen der Encyclopaedia Cinematographica (EC), Göttingen und der Technischen Informationsbibliothek (TIB), Hannover aufgenommen. Koch sammelte keine Gegenstände, die für die Bewohner von unverzichtbarer Bedeutung waren. Wichtige Stücke, die er in das Ethnologische Museum Berlin brachte, waren das Giebeldach eines großen Männerhauses der Ost-Sepik-Provinz und das letzte noch heute vollständig erhaltene Tepukei, ein hochseetüchtiges Auslegerboot.
Mehr als zwei Jahrzehnte war Koch als stellvertretender Direktor des Ethnologischen Museums Berlin tätig. Er war Mitherausgeber der Baessler-Archiv-Reihe Beiträge zur Völkerkunde, Neue Folge, in der Artikel aus dem Spektrum der Sozialanthropologie veröffentlicht wurden. 1984 erhielt er eine Honorarprofessur an der Freien Universität Berlin. Seine letzte Ausstellung war Boote aus aller Welt. Er ging 1985 in den Ruhestand, hielt aber noch bis 1990 Vorträge.

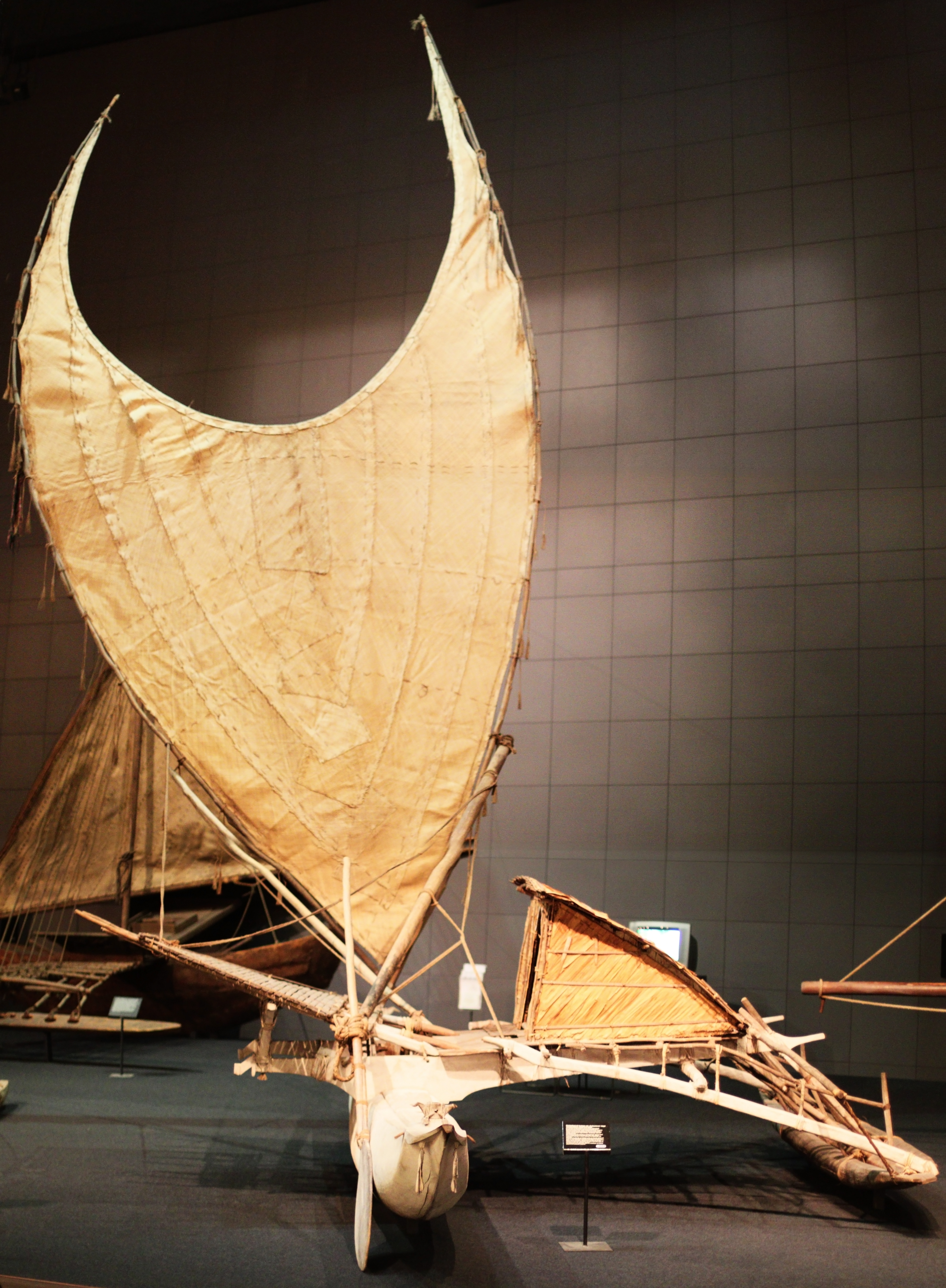
Von Gerd Koch in die Sammlung des Ethnologischen Museums Berlin eingebrachtes Tepukei (seetüchtiges Auslegerboot) von den Santa-Cruz-Inseln.

## Vermächtnis
Koch kehrte 1996 noch einmal nach Tuvalu und Tonga zurück, wo er Insulaner traf, die noch Kinder gewesen waren, als er die Inseln in den 1960er Jahren besucht hatte. Im Ruhestand schrieb und publizierte er weiter zu ethnologischen Themen. Gerd Koch starb am 19. April 2005 vor der Küste von Neufundland, als er mit dem Boot nach New York fuhr.
Auf Grundlage seiner Feldforschungen produzierte Koch 121 Dokumentarfilme. Das Ethnologische Museum Berlin bewahrt aus Kochs Nachlass zudem rund 12.000 Fotos und eine umfangreiche Sammlung von Tonbändern.
Er konzipierte die Pazifik-Dauerausstellung im Ethnologischen Museum Berlin. Sie wurde 1970 eröffnet und hatte in dieser Form über 30 Jahren Bestand. Sie umfasste 3000 m². Der 17 m hohe Ausstellungsraum ermöglichte dabei auch die Ausstellung großer Auslegerboote mit aufgerichteten Masten. Diese Ausstellungsstücke werden seit 2022 in der Dauerausstellung des Humboldtforums in Berlin-Mitte  gezeigt.
Die geographischen Forschungs- und Sammlungsgebiete von Gerd Koch erlangten erst Ende der 70er Jahre staatliche Unabhängigkeit vom Vereinigten Königreich (Kiribati am 12. Juli 1979, Tuvalu am 1. Oktober 1978,  Santa-Cruz-Inseln am 7. Juli 1978).
Auch der zweite wichtige Sammlungsort, das Filmarchiv von Gerd Koch an der Georg-August-Universität Göttingen, beteiligt sich nicht an der Deszendenzforschung zu den Südsee-Exponaten. Der filmische Nachlass Kochs wird rein konservatorisch archiviert. Jedoch führte das Institut für Ethnologie und Ethnologische Sammlung der Georg-August-Universität Göttingen in den Jahren 2010 und 2011 Film-Workshops auf den Gilbertinseln durch, bei denen den vom Kulturwandel betroffenen Bewohnern, Nachfahren u. a. der Akteure aus Kochs ethnografischen Filmen, diese vorgeführt wurden und sie so Einblicke in die Darstellung der Kultur ihrer Vorfahren erhielten.
Kiribati, dessen Einwohner auf 33 Korallenatollen leben, ist stark vom Meeresspiegelanstieg im Zuge des Klimawandels betroffen. Durch Umsiedlung und Auswanderung findet ein Kulturwandel statt, so dass die Kochschen Sammlungen in Berlin und Göttingen zum Archiv einer verschwindenden Kulturregion werden.

## Schriften
- Südsee. Gestern und Heute: Der Kulturwandel bei den Tonganern und der Versuch einer Deutung dieser Entwicklung. 1955
  - Englische Ausgabe: Pacific in yesterday and to-day: acculturation with the Tongans and an attempt at an interpretation of this development. P. E. Klarwill, Wellington, NZ 1958.
- Die materielle Kulture der Ellice-Inseln. Museum für Völkerkunde, Berlin 1961.[11][12]
  - Englische Ausgabe: The Material Culture of Tuvalu. University of the South Pacific, Suva 1981. (Übersetzer: Guy Slatter).
- Die materielle Kultur der Gilbert-Inseln. Nonouti, Tabiteuea, Onotoa. Museum für Völkerkunde, Berlin 1965.[13]
  - Englische Ausgabe: The Material Culture of Kiribati. University of the South Pacific, Suva 1986. (Übersetzer: Guy Slatter).[14]
- Kultur der Abelam. Die Berliner "Maprik"-Sammlung.[15]
- Die Materielle Kultur der Santa Cruz-Inseln. Unter besonderer Berücksichtigung der Riff-Inseln. Museum für Völkerkunde, Berlin 1971.[16]
- Iniet. Geister in Stein: die Berliner Iniet-Figuren-Sammlung. Museum für Völkerkunde, Berlin 1982. (Auch in Englisch: Iniet: Spirits in stone: Iniet figures in the Berlin Collection from New Britain, PNG).
- Malingdam. Ethnographische Notizen über einen Siedlungsbereich im oberen Eipomek-Tal, zentrales Bergland von Irian Jaya (West-Neuguinea), Indonesien. (= Mensch, Kultur und Umwelt im Zentralen Bergland von West-Neuguinea; 15).
- Songs of Tuvalu. Translated by Guy Slatter, Institute of Pacific Studies, University of the South Pacific, 2000.